# Meningsjournalistik
 Der er for få eller ingen kildehenvisninger i denne artikel, hvilket er et problem. Du kan hjælpe ved at angive troværdige kilder til de påstande, som fremføres i artiklen.

Meningsjournalistik er en genre inden for journalistik, hvor man forsætligt og offentligt tager et ikke-objektivt synspunkt, som regel med sociale eller politiske formål. Fordi journalistikken er saglig, adskiller den sig fra propaganda. Man kan heller ikke bruge udtrykkene mediernes bias og mislykket objektivitet, da den klare subjektive holdning er transparent, tydelig og bevidst påtaget.
Nogle meningsjournalister afviser det traditionelle ideal om objektivitet enten på grund af menneskers subjektivitet i al almindelighed eller på grund af brugen af sponsorer i reklamer. Nogle føler, at offentlighedens interesse er bedre tjent med en stor diversitet af medier med en række tydelige og saglige synspunkter.